# Eduardo Martínez Labari
Eduardo Martínez Labari, també conegut com a Edu Martínez (Pamplona, 13 de maig de 1970) és un exfutbolista navarrès, que jugava de migcampista.

## Trajectòria
Format al planter del CA Osasuna, la temporada 93/94 puja al primer equip, quallant una bona temporada, amb 22 partits jugats. L'Osasuna baixa a Segona, i Edu Martínez desapareix de les convocatòries. La temporada 95/96 marxa al CE Castelló, i a l'any següent, al Gimnàstic de Tarragona, ambdós de Segona B.
Posteriorment, la seua carrera prossegueix pel Reial Múrcia (97/98), Almería CF (1998), Benidorm CD (1999), Gimnástica Segoviana (99/00) i CF Gavà, on penja les botes el 2001.